# Värmdö gymnasium
Värmdö gymnasium även kallad VGY, är en kommunal gymnasieskola som ligger vid Simlångsvägen 26 i Årsta intill Gullmarsplan i Stockholms kommun, men tillhör Värmdö kommun. Gymnasiet har 1200 elever och 120 anställda. Byggnaden ägs och förvaltas av kommunalägda Skolfastigheter i Stockholm AB SISAB.
Värmdö gymnasium startade verksamheten 1994, eftersom det var praktiskt för Värmdö kommun att kunna ta över existerande skollokaler, även om de låg i en annan kommun i Stockholmsområdet. Värmdö kommun hade en snabb befolkningsökning och hade ett behov av ett ökat antal skolplatser.

## Historik fram till 1974
Skolan grundades som Enskede samrealskola 1943 och blev Enskede högre allmänna läroverk 1947. Skolan kommunaliserades 1966 samtidigt som namnet ändrades till Enskede gymnasium, vilken las ner 1974. Studentexamen gavs från 1951 till 1968 och realexamen från 1946 till 1962.

## Byggnader
Byggnaden som är ritad av arkitekterna Tore Axén och Per Persson uppfördes 1948–1950. Komplexet består av flera gråputsade hus som är sammanlänkade med förbindelsebyggnader. Axén och Persson fick uppdraget efter en arkitekttävling 1946. Längs dåvarande Huddingevägen (numera Johanneshovsvägen) anordnades en smal klassrumslänga. Skolans centralblock med rundat tak innehåller en hög hall med gallerier. Arkitekten och skulptören Egon Möller-Nielsen utförde det dekorativa golvet marmorintarsia år 1950. Arkitekturen har 1930-talets funktionalistiska lätthet. På samma tomt mot ost ansluter Enskedehallen även den ritad av Per Persson.

## Verksamhet
Värmdö Gymnasium har fem nationella program: EK, ES, NA, SA och TE. Ekonomiprogrammet erbjuder inriktningarna juridik och marknadsföring. Det estetiska programmet erbjuder inriktningen musik. Naturvetenskapsprogrammet erbjuder inriktningarna  naturvetenskap, forskning/journalistik, idrott, hälsa och ledarskap, samt naturvetenskap och samhälle global.  Samhällsvetenskapsprogrammet erbjuder inriktningarna beteendevetenskap, samhällsvetenskap och samhällsvetenskap kultur. Teknikprogrammet har inriktningen informations- och medieteknik.
Värmdö kommun gick 2008 med i Stockholms läns gemensamma gymnasieregion, vilket ledde till att andelen elever på skolan som kommer från Värmdö sjönk kraftigt. Bland de nyantagna höstterminen 2012 var endast nio procent från Värmdö kommun. Istället dominerar elever från Stockholms kommun.

### Program
- Ekonomiprogrammet, inriktning juridik och marknadsföring
- Estetiska programmet, inriktning musik
- Naturvetenskapliga programmet, inriktningarna naturvetenskap, naturvetenskap profil idrott, hälsa, ledarskap samt naturvetenskap profil samhälle global
- Samhällsvetenskapliga programmet, inriktningarna beteendevetenskap och samhällsvetenskap
- Teknikprogrammet, inriktning informations- och medieteknik

### Fotnoter
1. ↑  Värmdö gymnasium är populärast i stan Arkiverad 8 augusti 2014 hämtat från the Wayback Machine., Tidningen Årsta/Enskede 2014-06-06
2. ↑  ”Enskede gymnasium”. Skolregister. Stockholms stadsarkiv. Arkiverad från originalet den 22 juli 2015. https://web.archive.org/web/20150722044925/http://www2.ssa.stockholm.se/Bestand/Skolreg.aspx. Läst 20 februari 2016.
3. ↑  indirekt länk till arkivet
4. ↑  Gymnasiet töms på Värmdös egna elever Arkiverad 28 juli 2014 hämtat från the Wayback Machine., Nacka-Värmdö-Posten 2012-10-02